# 伊和诺尔 (达来东苏木)
伊和诺尔，又名松哈拉湖，是位于中国内蒙古自治区呼伦贝尔市新巴尔虎右旗达赉苏木东部的一个湖泊。其位置约在东经117°25′，北纬49°11′。湖面海拔544.80米，面积达1平方公里。该湖为咸水湖。伊和诺尔在蒙古语中的意思是“大湖”。